# Guilheméry
Ne doit pas être confondu avec Guilhermy, un autre quartier situé au sud-ouest de Toulouse, près des quartiers Basso-Cambo et Saint-Simon
Guilheméry [gijəmeri] est un quartier situé à l’est du centre-ville de Toulouse près du canal du Midi.

## Histoire
L'origine du nom est inconnue. Si l'on en croit les archives, ce nom s'appliquait à la fontaine, ou puits, ou griffon (griffoul), sur le versant occidental du coteau. Certains textes (1639), spécifient « devant le plus haut puits de Guilheméry ». C'est en tout cas un point de référence qui se rapportait au réseau de l'aqueduc et du « Portail de Fer ». 
Parfois appelé Porte de Fer, ce petit édicule (situé autrefois rue de l'Aqueduc) mesurait 2 m de côté et 3 m de haut, sur sa face médiane, exposée au nord, se trouvait une ouverture fermée par une porte de fer. C'est là que se trouvait la vanne permettant de retenir les eaux du réservoir alimenté par les sources du plateau de Guilheméry, et de leur donner libre cours dans une seconde canalisation souterraine qui les conduisait à la fontaine du cloître Saint-Étienne, et après 1523, à la fontaine du griffoul de la place. Construit en pierres de taille, le bâtiment fut démoli en 1926. Il fut réédifié dans le parc voisin du Caousou par l'architecte Sclafert.
Le réservoir « bas » de Guilheméry (rue du Réservoir) fonctionnait depuis 1882 à l'aide de pompes foulantes construites dans les ateliers Grèzes & Piques de la rue des Amidonniers, ce qui permettait au moyen de tuyaux de fonte de desservir les quartiers hauts. Mais la construction de l'observatoire, des quartiers neufs qui se formèrent et l'impossibilité d'arrêter le service pour nettoyer le réservoir rendirent nécessaire vers 1890 la construction d'un second réservoir sur la hauteur.
La graphie Guilhmery ou Guilmery, récente, n'est que la transcription de la prononciation « à la parisienne » de ce vocable bien toulousain. Tout le quartier a pris ce nom, depuis le canal jusqu'au sommet de la colline.  
Le jour de la baloche était le premier dimanche d'août, conjointement avec le quartier de Bonhoure.

## Habitat
Ce quartier est en évolution constante. Il est composé majoritairement de maisons traditionnelles dites  toulousaines. Les anciens quittent progressivement le quartier au profit d'une population plus jeune à la recherche de logements individuels à rénover. Cet exode est favorisé par la pression incessante des promoteurs immobiliers qui achètent ces "petites toulousaines" pour les remplacer par des immeubles qui tendent à altérer l'esthétique et la convivialité du quartier.